# Вернигора, Владимир Сергеевич
Владимир Сергеевич Вернигора (род. 5 декабря 1937, Рубцовск, Алтайский край - 10 октября 2016) — российский политический деятель. Депутат Государственной Думы второго созыва (1995—1999).

## Биография
Окончил Алтайский сельскохозяйственный институт в 1960 году.
Избирался членом Алтайского краевого комитета КПСС, депутатом Алтайского краевого Совета.
С 1995 года — член Аграрной партии России.
В декабре 1995 года избран в Государственную Думу РФ второго созыва, был членом Аграрной депутатской группы, членом Комитета по аграрным вопросам, председателем подкомитета по многоукладной экономике и социальному развитию села.